# Union républicaine et démocratique
L'Union républicaine et démocratique (URD) était, sous la Troisième République, de 1924 à 1932, le groupe parlementaire de la Fédération républicaine.

## Historique
Le 13 décembre 1918, le groupe de l'Entente républicaine et démocratique (ERD) est créé par la fusion des groupes de la Fédération républicaine (fondé en 1902) et celui de la Gauche démocratique. À l'issue des élections législatives de 1919, il réunit des députés de différents partis dont la Fédération républicaine, de l'Action libérale populaire, des démocrates-chrétiens (Union populaire républicaine, Fédérations des républicains démocrates, Ligue de la Jeune République), des députés nationalistes indépendants et quelques députés de l'Alliance républicaine démocratique.
Prenant la relève de l'Entente républicaine et démocratique en 1924, l'URD est affaiblie par le départ de plusieurs députés de son aile gauche formant le groupe Action démocratique et sociale, puis d'une nouvelle scission vers le groupe Républicain et social.
L'URD devint en 1932 le groupe Fédération républicaine. Il était proche de la ligue des Jeunesses patriotes.

## Effectifs
| Année | Nombre de députés | Évolution |
| ----- | ----------------- | --------- |
| 1919  | 183 / 610         |           |
| 1924  | 104 / 610         | 79        |
| 1928  | 102 / 610         | 2         |